# 番組表
番組表（ばんぐみひょう）ないしは（放送）番組時刻表（（ほうそう）ばんぐみじこくひょう）とは、放送番組にまつわる情報を記録した表のこと。放送事業者が番組の組み立て（編成）のために用いるものと、一般視聴者向けのガイドとしてのものの2種を指す。後者は新聞・雑誌・インターネットなどに掲載される。
日本では放送の番組表をタイムテーブルと呼ぶことがあるが、これは日本独自の言葉の用法（和製英語）である。また、日本の新聞の番組表（番組欄）は、「ラジオ・テレビ欄」を略し、「ラテ欄」と呼ばれている。

## 概要

### 書式

#### 内容
番組表には、主に以下の情報が記載される。
- 番組の名前
- 番組の開始・終了時刻
- 番組のジャンル
- 出演者（司会者・ドラマの配役など）の名前
- 主要なスタッフ（脚本家、監督、制作団体）の名前
- 動画・音声形式の区別、あるいはその導入の有無
  - 字幕情報および、音声多重放送の言語の種別[注釈 2]
  - 解説放送・2か国語放送等
- 編成上の特異点 - 新番組・最終回、再放送、特別番組
- その他の詳細な内容
  - 映画やドラマ等のあらすじ、制作国および制作年

#### 期間の範囲
日本を例に取ると、1つの媒体あたりの掲載期間には、次のようなものがある。
- 1日分
  - 新聞のラジオ・テレビ欄 - 夕刊には、発行日の夕方頃からの番組情報のみが記載される。
- 1週間分
  - 電子番組ガイド（EPG）
  - ポータルサイト
  - 放送局自身のウェブサイト[注釈 3] - ラジオ放送局は、基本番組表（後述）であることが多い。
  - 新聞の別刷り版
  - 週刊テレビ情報誌
- 2週間分
  - 隔週刊テレビ情報誌
- 1か月分
  - ラジオ放送局、有料放送管理事業者、ケーブルテレビ事業者など、放送事業者自身が広報のためにパンフレット形式で発行またはインターネット配信するもの（上記の「タイムテーブル」は多くはこれを指す）[注釈 4] - 印刷されたものの場合、放送局および提携施設での備え置き配布のほか、多くの放送局では、切手を同封した封書で請求することで入手可能である。基本番組表（後述）であることが多い。
- 3か月分
  - 季刊雑誌・ムック - 番組表関連の書籍の項目において後述。
  - 放送事業者自身が広報のためにパンフレット形式で発行またはインターネット配信するもの[注釈 4] - 上述に同じ。基本番組表（後述）であることが多い。

#### チャンネルの範囲
放送局自身の発信では、自局の放送のみの掲載となる。

### 視聴文化と番組表
視聴文化は国によって違いがある。日本ではキー局を軸に全国一律に番組配信が行われ、視聴者が視聴したい番組を、新聞の番組表などによって決定する文化がある。日本では番組情報は限られたメディアでしか掲載することが認められていない。
一方、アメリカではケーブルテレビが発達しているため圧倒的に多チャンネルであり、さらにテレビなどを通じたVOD（ビデオオンデマンド）やオンライン動画配信も発達している。そのため多チャンネルに対応した統合的なガイダンスツールが普及しており、5500万世帯が単一画面EPG、2700万人がオンライン・ガイダンス・ウェブサイトを利用している。また米国ジェムスター社の調査によるとアメリカでは事前に視聴番組を決定することよりも、当日の視聴時に視聴番組を決定する人が多い。その背景にはアメリカでは番組のレコメンデーションに制約がなくオープンであることがある。そのため日本のようにキー局を軸に全国一律に番組配信が行われ、新聞のラテ欄などでその番組情報が提供され視聴番組を決定する文化とは様相が異なる。
新聞・雑誌で手に入れにくい番組表は、放送局が公表する番組表を手に入れることによって解決する。例えば、遠方にあるラジオ放送局の電波を、性能の良いアンテナと受信機で受信する場合は、放送局が公表する番組表が便利である。ウェブで検索するときの検索語は、「基本番組表」または「タイムテーブル」が良いが、この検索語だけだとたくさん検索結果が出てきてしまうので、この2つのうち1つの語を入力し、そのあとにスペースを一つ入れて、放送局を表す言葉を続けて入力し、検索すると良い。
ラジオ放送局自身が広報のためにパンフレット形式で発行する番組表=「タイムテーブル」においては、話題を仕掛けたい曲のタイトルを（「ヘヴィー・ローテーション」として）掲載する場合がある。

## 日本における番組表
この節では、日本における番組表の実態（放送局における編成、新聞などの一般向け媒体での掲載事例）について述べる。表記法については番組表の表記法の項目において後述する。

### 番組編成と実際の放送
日本では、放送局によって、特別な番組編成を反映しない1週間分の番組表=「基本番組表」を公表する例が多い。基本番組表には、番組の名前、開始・終了時刻のほか、番組のレギュラースポンサーの名前、レギュラー出演者などの情報が記載される。放送分によって異なる情報（ゲスト出演者など）は基本番組表には記載されない。特別番組や番組内容の変更などがあれば、基本番組表に記載された予定は当然変更される。
放送業務の日付管理は番組表に基づく。ほとんどの局では、0時00分を番組表上の日付境界とせず、多くは翌日5時00分を日付の境界とし、そこから翌日の放送としている。この「日替わり時刻」を境に主調整室で翌日の送出プログラムに切り替える「日替わり処理」を行う。このため、番組表では「0時00分 - 5時00分」ではなく「24時00分 - 29時00分」の時刻表記が使われることがある。
テレビ放送黎明期までは、技術的な制約で生放送主体だった事情から、番組表通りに番組が開始・終了することがまれで、遅れて始まり、遅く終わることがしばしばだった。プロ野球中継などの延長放送は、このかつての傾向の名残りである。放送番組審議会の設置が義務付けられるようになった1959年以降、各局では、テレビ番組の定時化を励行する風潮が強まり、NHKでは、毎時00分に放送されるニュースの時間を決して動かさずに、ラストシーンまで進まなかった前番組のドラマをそのまま打ち切るなどの「荒療治」に取り組んでいた。この路線をやや柔軟化させたのがNHK編成部長の坂本朝一で、日付は定かでないが、1959年か1960年ごろの巨人・阪神戦中継で、22時00分に放送すべきニュースを開始せずに、野球中継の延長を断行した（本来、NHKにおいて番組表の変更は、NHK会長の決裁を仰ぐ必要があったが、プロ野球中継の枠は基本番組表の編成に含まれていたため、編成部長の独断でできた）。

### 新聞の番組表
日本の新聞の番組表（番組欄）は、「ラジオ・テレビ欄」を略し、「ラテ欄」と呼ばれている。限られた空間を利用して情報を提供するために、番組表には制作者（各番組のプロデューサーや編成部の担当者など）によるさまざまな工夫がなされている。

#### ラテ欄の歴史
ラジオ試験放送期間中の1925年6月、東京毎夕新聞社によってラジオ番組紹介専門の新聞『日刊ラヂオ新聞』が創刊されたのが、新聞における番組表掲載の端緒である。
一般紙における番組表掲載は、同年11月、読売新聞が別刷りの『よみうりラヂオ版』を設けたのが最初であると見られている。その後都新聞、二六新報が追随し、遅れて1931年、東京朝日新聞、東京日日新聞、時事新報が別刷り番組表の発行を開始した。この当時は放送局がNHK（東京中央放送局）しかなく、番組表は一般の記事と同じ縦書きのレイアウトで書かれた。需要を奪われた『日刊ラヂオ新聞』は、1933年か1934年頃に廃刊したとみられている。
読売の別刷りラジオ番組表は、当初は番組内容の解説、流れた楽曲の歌詞、評論なども掲載されたが、戦時色が濃くなるに従って内容が縮小していき、1941年頃に番組表のみの1ページ刷りとなった。
新聞本体に組み込まれるようになった経緯ははっきりしないが、民間放送が本格的に開局するころには、横書き・時間別のタイムテーブルで掲載されるようになった。ラジオ放送初期の頃、民放局についてはは当該地区の終日の番組表以外に、それ以外の主要地域のラジオ局の夜の番組表を載せていた新聞もあった。また、「ニュース」の放送時間を、番組表内ではなく、別枠に掲載していた新聞もあった。
テレビ欄が新聞にはじめて掲載されたのは1953年2月1日で、これを掲載した読売新聞ではスポーツ欄の片隅に番組表が組み込まれていた。このときはラジオが上でテレビ欄はその下に小さく記載される程度であった。テレビ開局当時の1950 - 1960年代も引き続いてラジオがメイン（フルサイズ）で、テレビは極小サイズ或いはハーフサイズというケースが多かった。テレビが本格普及し、各地に続々と開局していくと、テレビをメインにして、ラジオはハーフサイズとする傾向が増える。この頃、新聞社と資本関連がある放送局の番組表には末尾にスポンサーが書かれたものがあった。
その後、番組表は時代に合わせて必要な情報を盛り込んでいく。カラー化した番組の少ない時代には番組表には「カラー」の表記がされ、逆にほとんどがカラー化されると「モノクロ」の表記がされた。ステレオ放送が少数だった時代にはそれを示す記号が付与された。
1966年、赤旗がラテ欄を最終ページに掲載し読者の利便を図ると一般紙各紙も追随。ラテ欄終面掲載は日本の一般紙等の標準形態となった。
紙面にカラー印刷を使えるようになってから、新聞社と提携している放送局の全番組や、その日の注目番組（主に番組表の外側に広告や紹介があり連動している）などの背景に目立つ色（ピンクや黄色など）を使用したり、スポーツ・映画（洋画と邦画で色を変えることも）・料理などジャンル別に塗り分ける試み（特にスポーツ新聞）も出てきた。
1990年代に入ると、衛星放送の本格スタートで、多くはテレビ面とラジオ面とに分けて掲載するようになる（一般に地上波テレビ面〔NHKと民放のうち在京キー局系衛星放送・WOWOWプライム含む〕は最終面、ラジオ面・独立系民放衛星放送〔WOWOWライブ、シネマやCSの一部を含む〕は紙面の中間に掲載されている。ただし地方紙では地上波とNHKのBSを最終面、在京キー局系を含む民放BS・CSを中間面に掲載するものもある）。なお2011年7月24日のデジタル完全移行（地上波の福島県・宮城県・岩手県は2012年3月31日まで延期）後は、一部地方紙を除き、在京キー系列の民放BSの番組表を地上波と同じ頁で掲載することが増えている。
録画予約を簡単にするための数字であるGコードは、日本では1992年から朝日新聞など一部の夕刊で掲載された。その後朝刊にも掲載し、徐々に普及していった。その後、電子番組表の普及によりGコードを用いた録画予約需要が薄れたことから（デジタル放送ではGコードが利用できない）、新聞及びテレビ情報誌ラテ欄へのGコード掲載は2011年7月23日付を最後に終了した（岩手・宮城・福島3県で購読されているものも含む）。これに伴い一部新聞はBSデジタル放送の番組欄を中面から最終面に移設している。これに先駆けて、日本経済新聞（大都市圏一部地域）、日刊スポーツ（関東首都圏のみ）では2009年（前者1月31日付、後者3月31日付）の早い段階で収録を終了したほか、同年10月1日付から、西部本部管轄となった産経新聞の「九州・山口特別版」や日刊スポーツ、サンケイスポーツなど一部を除くスポーツ新聞などではGコードを元から掲載していない新聞も多数存在している。

#### ラテ欄の実例

##### 番組表の掲載面及び対象放送局
以前はテレビ・ラジオの番組表を1ページ一括で掲載していたが、近年は一部を除き、番組表を複数のページに分離している。一般的には最終面に地上波とNHK衛星放送（BS1・BSプレミアム）、WOWOWプライム（2011年7月23日までアナログ放送、7月24日 - 9月30日はデジタルメインチャンネル）との各番組表及び解説欄を、中面（第2テレビ・ラジオ面とも言われている）はラジオと衛星デジタル放送（NHKのBS1・BSプレミアムは番組内容が重複するため掲載していない。2000年12月1日から2002年2月28日までは読売新聞が衛星デジタル放送の番組表でNHKのBS1・BS2を掲載していた）を掲載している。
- 解説欄を第2テレビ面にも掲載する新聞もある（京都新聞、西日本新聞、神奈川新聞など番組表と完全に分離することもある）。
- 日本経済新聞（朝・夕刊共）、東京新聞、静岡新聞、徳島新聞（以上は朝刊のみ）などのように一部連日中面にテレビ・ラジオを見開きなどで掲載するものもある。
- 一部では周辺都道府県の地上波テレビ、CS放送やケーブルテレビのコミュニティーチャンネルの番組を載せている場合がある。全国紙でも朝日新聞にスカイ・Aとテレ朝チャンネル、毎日新聞にGAORA・TBSニュースバード（東京・中部・北海道版のみ）・TBSチャンネル、読売新聞に日テレジータス・日テレNEWS24・日テレプラス、日本経済新聞に日経CNBC、産経新聞にフジテレビONE・フジテレビTWO・フジテレビNEXT（以上東京版のみ）を第2テレビ・ラジオ面に掲載している他、新聞社により放送大学も掲載されていたりする。
- 埼玉新聞や奈良新聞など一部の地方紙で未だに衛星デジタル放送の番組表を掲載していない新聞、また一部新局の日本BS放送（BS11）やワールド・ハイビジョン・チャンネル（TwellV）がスペース確保ができない都合上で掲載されていない新聞もある。
- 2018年10月にBSに一本化された放送大学については、2023年3月31日まで、朝日新聞の様に「キャンパスon」・「キャンパスex」両方の番組表を掲載する新聞がある一方、地方紙の多くは、「キャンパスon」の番組表のみ掲載し、「キャンパスex」については、「キャンパスon」の番組表の下に「キャンパスexは終日別番組を放送」旨が記載[注釈 7]されていた。
- 2022年3月に開局したBS局3局（BS松竹東急、BSJapanext、BSよしもと）については、新聞社により対応が異なる。
  - 3局全て掲載…読売新聞（沖縄県を除く全国版）、毎日新聞[注釈 8]、朝日新聞、産経新聞大阪本社[注釈 8]、日本経済新聞、東京新聞[注釈 9]、中日新聞、北陸中日新聞、東奥日報、デーリー東北、秋田魁新報、岐阜新聞、高知新聞、聖教新聞
  - BS松竹東急とBSよしもとのみ掲載…サンケイスポーツ（首都圏（宅配）版）、東京中日スポーツ、北海道新聞、福島民報、富山新聞、福井新聞
  - BSJapanextとBSよしもとのみ掲載…河北新報、北國新聞、西日本新聞
  - BS松竹東急とBSJapanextのみ掲載…産経新聞東京本社、神奈川新聞、中日スポーツ
  - BSよしもとのみ掲載…スポーツニッポン（北東北版、首都圏・山梨版、信越版、近畿版、東海版、北陸版、中広版）、サンケイスポーツ（関西版）、日刊スポーツ（近畿・伊賀版、富山・愛知・岐阜・三重版）、陸奥新報
  - BS松竹東急のみ掲載…サンケイスポーツ（首都圏（即売）版、甲信越静岡版）、信濃毎日新聞、北日本新聞、山陰中央新報
  - 3局とも掲載無し…日刊スポーツ（北東北版、首都圏版、信越版、石川・福井・鳥取・島根・岡山・香川・徳島版）、サンケイスポーツ（中四国版）、スポーツ報知、デイリースポーツ、北鹿新聞、福島民友、埼玉新聞、山梨日日新聞、長野日報
- 読売新聞は2007年12月1日付からこれまで中面で掲載されていたNHKハイビジョンと東京キー局系の衛星デジタル放送5局の番組表を最終面に移設した（西部本社版は全局中面に掲載）。朝日新聞も2009年3月30日付から読売新聞に追随してNHKハイビジョンと東京キー局系の衛星デジタル放送5局の番組表を最終面に移設した。
- その他、東海や関西の新聞で独立テレビ局のサンテレビ・KBS京都・ぎふチャンの番組表の早朝の欄に広告スペースを入れて穴を埋めたことがあった。これは1980年代中盤まで早朝放送が行われていない準全日放送だったためによるものである。岐阜日日新聞（現：岐阜新聞）では、岐阜放送欄には岐阜放送の中継局も併せて掲載していたことがあった。議会中継時には、中継局表示と広告との間に当該番組の表示をはさむこともあった。現在は他の新聞も含めてドーム球場で行われるプロ野球中継のゴールデンタイム開催時にそれを挿入することが多い（ドーム球場では試合中止がほとんど考えられないため）。
- 昭和天皇が崩御した1989年1月7日と8日は各放送局が追悼特別番組を実施した関係があり、一部の新聞では特別な番組欄を掲載した。
  - 例（いずれも1月8日朝刊）
    - 産経新聞大阪本社版では各系列局ごとの番組表（配列は在阪準キー局のチャンネル番号順）を掲載した上で、解説記事欄にその系列局の一覧表（近畿・中京・北陸・中国・四国・九州の一部）を掲載した。
    - 毎日新聞は東京本社版と北海道支社版、中部本社版の管轄地域全域で在京キー局のテレビ・ラジオの番組表を掲載し、各局の番組欄の下に系列局の一覧表を掲載した。
    - 静岡新聞は通常地域別で掲載しているテレビ面を全県対応（東京都・神奈川県・愛知県の放送局もすべて掲載）で掲載していた。
    - 聖教新聞は全国版で在京キー局の番組表（通常は東京都内版の番組表）を掲載し、解説欄に各系列局の一覧表を掲載した。
- また、2011年3月11日に発生した東日本大震災（東北地方太平洋沖地震）の際は、3月12日に各放送局が通常の番組を休止して報道特別番組を編成したため、
  - 日本放送協会（NHK）は3月12・13日付けの放送を全チャンネル共通（地上波・BS・ラジオ全7波「全中」）による震災関連の報道特別番組を編成したため番組表には「ニュース[注釈 10]【本日、NHK○○（放送チャンネル名）では、終日ニュースを放送します。】」とだけ書かれていた。
  - 読売新聞は東京本社管内全域で12日・13日付については、通常の首都圏版に掲載されている番組表をベースに、ラジオ・テレビを1頁にまとめた番組欄を掲載し、北海道（北海道支社）、東北、静岡県、中京圏（中部支社（大阪管轄の伊賀・紀州は除く））、北陸地方（北陸支社（大阪管轄の福井県除く））はラジオ番組表の横に局名の一覧のみ掲載した。なおラジオの番組表についても東京基準のもののみで、他の地域の分は載せていなかった。
  - 河北新報では臨時にテレビ・ラジオの番組欄を1ページに集約し、宮城県の番組表のみを載せて、その他5県の放送局については掲載を省略した（通常宮城版ではテレビは宮城県の分のみ、ラジオは東北6県をカバーしているが、この日はラジオ面を含め、宮城県以外は省略されている）。
  - 福島民報では子会社のラジオ福島の番組欄に「ラジオ福島災害報道特別番組」とゴシック・縦書きで表記したのみにして、詳細な番組のタイムテーブルの掲載はしなかった。なおRFCの災害特番は3月26日5時まで継続されたため、このような表記は3月25日付朝刊まで2週間以上にわたって行われた。
- 番組表の局名カットには新聞社によりその放送局ごとの電話番号を記している。また、中日新聞、東京新聞は局名カット上、静岡新聞は局名カット下にその放送局ごとのホームページのURLを記している。
  - 過去に産経新聞大阪本社（朝刊、一時期夕刊も）、毎日新聞大阪本社（関西地区の夕刊、それ以外の地区の朝刊）、朝日新聞大阪本社（朝刊）に、地域ごとの掲載局の電話番号をまとめて載せていた事があった。
  - 現在も山形新聞、北日本新聞、四国新聞、南日本新聞では地上波の主要掲載局の電話番号を欄外に掲載している。
- 通常フルサイズで掲載する番組表は、1時間単位で掲載しているが、長年放送の開始が6時台からだったため最上段の時刻軸は「6（時台）」、最下段は「11（時台）」となっており、放送開始（基点）から6時以前の放送については朝6時の枠、24時-放送終了（翌日基点）までは夜11時の枠に書かれているが、近年は（特に一般紙）24時から翌日早朝の番組を対象とした「深夜・翌朝」の時刻軸が掲載されている。なお1970年代までは1時間単位なのは夕方5時以降で、それまでは「あさ」「ひる」としていた新聞もあった。
  - なお読売新聞ではテレビ面の早朝7時までの番組を対象とした時刻軸は「早朝」と表記している（大阪版は2011年7月23日付までこの箇所は「6（時台）」のままであったが、レイアウトの変更により7月24日から「早朝」に変更されている）。
- 離島など早朝の配達が困難な地域がある影響で、長崎県、鹿児島県[注釈 11]は全国紙（産経除く）、地方紙とも、当日のほか翌日（休刊日は翌々日も）の番組表も掲載している。南日本新聞では、奄美群島で沖縄県のテレビが受信できる地域もあることから、翌日（同翌々日）の沖縄県のテレビ面も収録されている（当日分は載せていない）。聖教新聞北海道版も当日早朝以外に配達される地域を考慮して『〇日のテレビ番組』として翌日（同翌々日）の番組表を掲載している。
- ラジオ面については、ラジオ黎明期のころは、地元局に加え、中波の電波の性質上、夜間〜早朝に、東京都・大阪府・愛知県の大きな出力を持つ放送局が受信できることから、ハーフ、ないしは小サイズでそれらの局の夜の番組表を掲載していた。現在もその名残で、特に北海道・東北地方・北信越地方・中国地方を中心として、東京都の主要民放3社（TBS・QR・LF）[注釈 12]の深夜放送の番組表を収録している新聞が多い。また、秋田魁新報や岩手日報の様に、発行対象地域内にあるコミュニティFM局の番組表を掲載している新聞もある。

##### 新聞休刊日における対応
新聞休刊日や不該日とする日（指定されない場合は第2日曜日。ない月もある）は2日分の番組表を掲載する関係で中面見開きで掲載する。ただし以下のような例外がある。
- 山口新聞は発行当日分を最終面に、翌日分は中面に分離している。
- 上毛新聞は別冊の「上毛スポーツ」の巻末に掲載している。
- 愛媛新聞も巻末にそれぞれ2日分のラジオとテレビをまとめて掲載している。
- 山梨日日新聞はテレビ面が二部紙（別冊）となっているため、2日分それぞれのテレビ番組表を分冊している。
- なお、元日付けは特別編成で別冊形式となる新聞も多い。
- 休刊日ではないが、2005年9月に山陽新聞は、衆議院議員総選挙と第60回国民体育大会「晴れの国おかやま国体」の日程が重複した影響で、紙面構成の都合として衆議院選挙投票日翌日の9月12日の番組表を、選挙当日の9月11日に一括掲載した。

##### 放送局の掲載順序、自社関連局の扱い
新聞のテレビ欄は、左端からNHK総合、NHK Eテレ、地元民放の順になっているが、アナログ放送時代は関東1都6県と近畿2府4県では各新聞共チャンネル番号の若い順に並べて掲載された（過去には地方圏と同様に自社関連局をNHKの次もしくは左端に掲載していた時期もある）。
デジタル放送に移行してからこの順序が一部変更されている。
- 朝日新聞、日本経済新聞、日刊スポーツは2009年3月30日付から関東1都6県の番組欄がテレビ放送開始以来続いたアナログチャンネル番号の若い順から、地上デジタル放送のリモコンキーIDの若い順に再編された。なお、日本経済新聞は、関東以外の地域のテレビ欄の配列も地上デジタル放送のリモコンキーIDの若い順に再編されている。
- 信濃毎日新聞は2011年4月1日よりリモコンキーIDの若い順（NHK2波→TSB→abn→SBC→NBS）に変更になった。
- 2011年7月24日の地上デジタル放送完全移行（岩手・宮城・福島の東北3県を除く）に伴い、毎日新聞、読売新聞、産経新聞などの在京各紙も同日付からリモコンキーIDの若い順に再編された。
- 毎日新聞の大阪本社版と神戸新聞・大阪日日新聞・日本海新聞・山陽新聞ではNHK Eテレを左端の1番目に出し、2番目にNHK総合、3番目から地元民放という順になっている。かつては、琉球新報も同様であったが、2011年10月1日より、リモコンキーIDの若い順に再編された。また、読売新聞ならびに産経新聞の大阪本社版もかつては Eテレを左端の1番目としていたが、読売は2009年3月30日より、産経は2022年4月頃より、総合とEテレの位置を入れ替えて、総合を左端の1番目とするようにした。
- 読売新聞の東京本社版（北海道・北陸・中部支社版を含む）ではアナログ時代の東京キー局と同じ配列（日テレ系→TBS系→フジ系→テレ朝系→テレ東系）に並べて掲載している（フジ系のない青森県とTBS系のない秋田県、及び三重県の一部を除く）。また、テレ東系が受信できない地域においてはテレ東系に当たる欄（NHKを含め左から7番目）は隣接県の日テレ系の放送局が掲載されている。
- 朝日新聞では関東1都6県と近畿2府4県、テレ朝系フルネット局のない山梨・富山・福井・鳥取・島根・徳島・高知・佐賀・宮崎の各県を除きテレビ朝日系列の地元局を左から3番目に掲載している。また、鳥取・島根の各県では系列外ではあるが朝日新聞が主要株主であるBSSテレビを左から3番目に掲載している。
- また、関東・関西以外の地方都市ではチャンネル順で掲載される場合と、新聞社の資本関係のある放送局を最左端、ないしはNHK2チャンネルの次（民放局では一番左）に持って来て、他局はチャンネル順か開局順で並べることが多い。例えば、岩手日報・愛媛新聞・高知新聞・熊本日日新聞などでは左端から地元民放を先に掲載し、その後にNHK総合・教育という順になっている。信濃毎日新聞も民放開局順（SBC→NBS→TSB→abn）→NHK2波の並びだったが、2011年4月1日より上記の並びに変更になった。また一時期（1960年代頃）に読売新聞は系列の日本テレビの番組表を一番左端に、NHKを右端に持って来たこともあった。
- 産経新聞の関東・関西以外の東京・大阪本社管轄地域では原則として自社系列・フジネットワーク（FNS）の放送局を民放の一番手に掲載している（例：宮城版は仙台放送、広島版はtssテレビ（テレビ新広島））が、九州・山口特別版の場合（2009年10月1日創刊以後）は、印刷を委託してもらっている毎日新聞への配慮として最初にRKB毎日を掲載し、次にテレビ西日本としている。なお九州・山口特別版は準広域版としており、同じFNSのサガテレビやTXN系列のTVQ九州放送など他の九州各県の局については紙面スペース構成の関係でハーフサイズ（但し、「九州版」と「北九州・大分・山口版」とでは受信できる局が異なっており、収録局も一部異なる）となっている。
- ただし近畿地方については、日経新聞を除いてアナログ時代と同じ配列である。これはテレビ大阪が大阪府の地域放送であることを踏まえているためである。
- 山梨県の場合、山梨日日新聞、朝日新聞、毎日新聞、聖教新聞は、地上デジタル移行後に在京キー局と同じ並び順（YBSテレビ→テレビ朝日→テレビ山梨→テレビ東京→フジテレビ）に変更された。これは、YBSが日テレ系列、テレビ山梨がTBS系列であることと、山梨県が関東地方の経済・広域圏に含まれているための物と捉えている。

なお、独立テレビ局は最右端若しくは番組案内欄や第2テレビ面に掲載するのが通例である。例外をいくつか掲げると次のようになる。
- 神奈川新聞は、自社系列のtvkを民放の一番手に掲載し、tvkの次に在京キー局の番組表を掲載している。
- 埼玉新聞は、地元局のテレ玉を在京キー局と同じサイズで掲載している。
- 岐阜新聞は、系列のぎふチャンを在名VHFのメ〜テレ、CBCテレビ、東海テレビの次に掲載しており、中京テレビより早いうえ、ぎふチャンの左側が時刻軸となっているため目立つ。メ〜テレが民放最左端なのは、ぎふチャンが未開局の時代には朝日新聞系の岐阜日日新聞（当時）と最も関係が深い局は朝日系でもあった名古屋テレビだったからという説と、単に東京のチャンネル順に合わせた（当時名古屋テレビはNTV系がメイン、中京は開局が遅かったため最後尾）という説とがある。
- 中日新聞の三重版は、三重テレビを中日資本で開局順につなげるためCBCテレビ、東海テレビの次に掲載している（伊賀・紀州地方のみ例外あり）。
- 京都新聞は、京都府内版ではKBS京都を在阪広域局と同じフルサイズ、滋賀県のびわ湖放送をハーフサイズで掲載しているが、滋賀県版ではそれが逆になっている（夕刊では京滋共通版のため、KBS京都、びわ湖放送ともフルサイズで掲載）。

新聞社と資本関係その他関連の深い放送局の番組に関しては、前述の掲載順序以外にも特別な扱いをすることがある。
- 以前は番組表内に提供スポンサー企業を掲載したケースもあったが、現在は静岡新聞朝刊のテレビ解説面に掲載する程度である。
- 北海道新聞は最も資本関係の深い北海道文化放送（UHB）をNHK総合及びEテレの右隣（在札民放の最左端）に掲載し、その次にHBC・STV・HTB・TVhの順で掲載している（UHB・HBCで放送の注目番組は色を変えて網掛け表示）。さらにUHBのニュース番組項には「協力道新」と書かれている。
- 福島民友は福島中央テレビの夜の9時台の番組を白抜きの黄色で掲載している。
- 産経新聞は自社関連の放送局をPRする目的から、
  - 関東首都圏版ではフジテレビ（CX）の番組表についてはバックを黄色にしている他、ニッポン放送（LF）の番組表のタイトル部分をゴシック体にしている。
  - 近畿圏版ではラジオ大阪に網掛け（スクリーントーン）を貼っている。なお関西テレビにはアクセントがない。
    - フジテレビにおいては、松澤弘『フジサンケイ帝国の内乱』（社会評論社）によると、1999年のフジテレビの株主総会でこの色掛けに料金を払っているかどうかと株主から質問が出て、フジは払っていることを認めたという。現在払っているかどうかは定かではない。
- 山梨日日新聞は山梨放送の番組表については産経新聞の関東・首都圏版のフジテレビと同様にバックを黄色にし、自社制作番組についてはタイトル部分を太字にしている。また、ラジオ（YBSラジオ）は他局よりスペースを広く取っている（山梨日日と山梨放送は兄弟会社で、「山日YBSグループ」を形成している）。
- 琉球新報は沖縄テレビの番組表についてはやはり産経新聞の関東・首都圏版のフジテレビと同様にバックを黄色にしている（琉球新報と沖縄テレビの資本関係はそれほど強くない（ラジオ沖縄とは資本関係があり、同社の主要株主である））。

チャンネル表記については、デジタル統合後は基本的に各局のデジタルIDキーの番号のみが掲載されるようになった（例：「1 NHKテレビ」「2 NHK Eテレ」「4 日本テレビ」「5 テレビ朝日」など）。デジタルでは衛星放送のごく一部を除いてサービスID（3桁のチャンネル番号）や物理チャンネルは非掲載となった。
読売新聞東京本社版では、首都圏版以外（北海道、北陸も含む）では、本来ならデジタルIDキーが入るところを、放送局の略称や通称などが記載されている。例として
```
SBC）信越放送 6

NBS）長野放送 8
```

などがある。中には
```
日本
放送 NHKテレビ 1
協会
```

など、普段ほとんど使用されない表記も見られる。
長野、山梨なと、在京キー局の一部がフルサイズで載っている場合は、表記が混在する事になる。
アナログ時代は東京・大阪のキー局のように親チャンネルのみを大きく表示するパターン（それに加えデジタル放送への移行期間はそのチャンネルID番号=例：NHK総合は多くの地域で「デジタル1」、教育は全国共通で「デジタル2」=併記）と、地方局（独立局含む）の場合は親局と一部主要地域の中継局のチャンネルを併記（中継局の場合は小さめ、もしくは親局と同一サイズに）する場合とがある。例えば、大阪日日新聞、朝日新聞（大阪本社）の場合、サンテレビでは「阪神36（神戸親局。大阪地区でも視聴できることを考慮した）、姫路56、城崎56」と表記していた。
なお、BSに関しては新聞社資本に関係なく、左からチャンネルの若い順（先述の通りNHKのBS2波とWOWOWは最終面が一般的である）に掲載する。
毎日新聞は2008年6月にテレビ欄の文字を他紙に先駆けて大きい文字にした。その影響で西部本社版のNHK教育テレビの番組欄はハーフサイズ（福岡県など一部地域のみ）になったが、読者からの苦情が多かったことにより、NHK衛星2波とWOWOWのテレビ欄を小サイズにした上で元の形に戻した。

###### 「スカパー!」チャンネル表記
BSデジタルとは異なり、スカパー!は全国紙や一部の地方紙が自社と繋がりの深いチャンネルを下記の通りハーフサイズ或いは極小サイズで掲載しており、一部の地方紙では「ケーブルテレビ番組表」の一部として、地元のケーブル局で配信するチャンネルの番組表をクォーターか極小サイズで載せる場合がある。
- 毎日新聞：TBS NEWS（大阪・西部本社は未収録）・TBSチャンネル（大阪本社は1のみ、西部本社は未収録）・GAORA SPORTS
- 朝日新聞：テレ朝チャンネル1・2・スカイA
- 読売新聞：日テレNEWS24・日テレジータス・日テレプラス
- 産経新聞：フジテレビONE・フジテレビTWO・フジテレビNEXT・時代劇専門チャンネル・日本映画専門チャンネル
- 日本経済新聞：日経CNBC（同じテレビ東京系列のAT-Xは未収録）

###### 地元県の放送局と他県の放送局との逆転
同一県内であっても地元局の扱いが小さく、近隣県の放送局を大きく扱う新聞がある。
テレビの例
- かつては、テレビ北海道（TVh）についても道東の網走・釧路・根室地域では直接受信（網走ではケーブルテレビの再配信受信も）ができなかったことから北海道新聞の当該地域の夕刊（網走版は朝刊も）にはTVhの番組表の掲載位置を広告に長らく差し替えていた。なお、2011年8月から11月にかけて道東の帯広・釧路・網走・北見の主要4か所にTVhの送信所・中継局の開局が決まっており、釧路版の夕刊は試験電波発射前日の2011年8月16日付をもって、網走版の朝刊・夕刊も試験電波発射前日の2011年10月27日付をもって広告の差し替えを終了した。これにより北海道新聞の朝刊・夕刊とも道内全域でTVhの番組表が掲載されている。その他の直接受信できない地域（主に宗谷・十勝地方全域と上川・留萌地方の一部地域）では高性能アンテナとブースターの使用により遠距離での直接受信が可能な地域もあることから当初から広告の差し替えは行なわず、そのままTVhの番組表が掲載されている。2010年3月28日までは同紙の朝刊のテレビ解説欄に「一部地域ではTVHは受信できません」という断り書きが記載されていた（釧路・根室地域の朝刊も同様）。また、北海道新聞で毎週日曜日朝刊発行の日曜版掲載の週刊テレビ欄、全国紙やスポーツ新聞（道新スポーツを含む）は元から全道版として掲載されており、受信できない地域でもTVhの番組表が掲載されている。なお、日刊で発行する道内各地のローカル新聞ではTVhがアナログ放送の受信困難または受信不可能な上記地域ではデジタル開局がなされる2011年夏までTVhの番組表を掲載していなかった。
- 広域圏では独立テレビ局を小さく扱う傾向がある（ネット系列局ほど番組が充実していないため）（KBS京都とサンテレビを除く）ため、全国紙だとたとえ地元の独立テレビ局であろうと番組表が小さく扱われることになる。
- フジ系のない青森県では東奥日報とデーリー東北はMITを最終面にフルサイズ掲載し、在札局とMIT以外の在盛局も東奥日報が第2テレビ・ラジオ面にハーフサイズで掲載している（デーリー東北はMIT以外の在盛局のみを最終面にハーフサイズ掲載し在札局は非掲載）。
- 秋田県では地元に系列局がないJNN系列を視聴する目的からIBC・テレビユー山形の視聴者が多い[注釈 13]（IBCは秋田ケーブルテレビで再送信）。このため地元紙の秋田魁新報はIBCを最終面にフルサイズ掲載し、テレビユー山形は第2テレビ・ラジオ面に極小サイズで掲載している（第2テレビ・ラジオ面にはTUY以外の在形局及びRAB・ATVも掲載）。
- 岩手県の場合、全国紙・スポーツ紙（産経新聞・日本経済新聞・スポーツニッポン・日刊スポーツ・サンケイスポーツ・スポーツ報知）岩手版のラテ欄は北東北版として秋田・青森両県の局も在盛局と同一（フル）サイズで掲載し、青森・秋田・岩手の順番に並べる形となっている（毎日新聞・朝日新聞・読売新聞・聖教新聞・岩手日報・岩手日日は岩手版として在盛局のみをフルサイズ掲載し隣県局はハーフサイズ掲載。スポーツニッポン・しんぶん赤旗は加えて北海道の局も極小サイズで掲載）。このため日刊スポーツ・スポーツニッポンは在盛局の一部がフルサイズではあるものの下段に掲載され（日刊スポーツはIBCとNHK Eテレを、スポーツニッポンは岩手朝日テレビを下段に掲載）、公明新聞は岩手めんこいテレビ・岩手朝日テレビがハーフサイズによる掲載となっている。また日本農業新聞岩手版はRAB・ABS・OXを、読売岩手版はMMTを各々フルサイズで掲載している。なおスポーツ報知のラテ欄は地域に関わらず全て極小サイズによる掲載。河北新報岩手版は在盛局を最終面にフルサイズで掲載し、その右隣に在仙局をハーフサイズ掲載。青森・秋田・山形・福島の局は第2テレビ面にフルサイズ掲載している。
- 読売新聞の山梨県東部版（富士吉田市、大月市など）は、山梨放送とテレビ山梨の番組表をハーフサイズで掲載し、その代わりに日本テレビとTBSの番組表をフルサイズで掲載している[注釈 14]。
- 静岡県の伊豆地方では関東広域圏をメインに扱い、他地方はハーフサイズで掲載している。ただし、出資資本の関係から、静岡新聞では静岡放送（SBSテレビ）をフルサイズで掲載していたが、2009年11月に伊豆版も東部（沼津市など）・中部（静岡市など）と同じ番組表（在京キー局はハーフサイズ扱い）に統一した。
- 長野県での読売新聞、産経新聞、聖教新聞、長野日報、市民新聞、市民タイムスでは、県内のケーブルテレビ局の多くで再送信されているテレビ東京（テレ東）をフルサイズで掲載している。
- 岐阜県での中日新聞では、ぎふチャンをハーフサイズで掲載している。代わりにテレビ愛知をフルサイズで掲載している。
- 三重県は中京広域圏であるが、伊賀・紀州地方では近畿広域圏をメインに扱い、中京広域圏と三重テレビはハーフサイズで掲載している。ただし、中日新聞に関しては放送局の出資資本関係から以下のように掲載している。
  - 伊賀地方：近畿広域圏の4局+CBCテレビと東海テレビがフルサイズ、中日資本である県域放送の三重テレビがハーフである。非・中日資本のメ〜テレと中京テレビは小サイズで掲載している。伊賀地域は奈良テレビを終日分掲載している）がある。
  - 紀州地方：中京広域圏4局+MBSテレビ・関西テレビがフルサイズ、三重テレビと和歌山県のテレビ和歌山がハーフサイズ、ABCテレビと読売テレビは小サイズで掲載している。
  - 中日新聞ではないが、同じ中日新聞社が発行する「中日スポーツ」において、滋賀県では民放最左端に福井テレビを掲載している。これは、福井県において資本関係があるのが福井テレビである上、中日スポーツとして福井と滋賀を一体のものととらえているからである（ただし、中日新聞が資本参加しているびわ湖放送はハーフサイズである）。
- 富山県の新聞は在金局のHABを最終面にフルサイズ掲載し、その他在金局は第2TV&ラジオ面にハーフサイズ掲載（地元紙の北日本新聞はHABのみを最終面にフルサイズ掲載し、その他在金局は非掲載。なお第2TV&ラジオ面にはMROラジオも掲載）。
- 福井県の新聞は嶺北版と嶺南版でラテ欄の構成が異なる（嶺北版は在金局のMRO・HABを最終面にフルサイズ掲載し、ITC・KTKは第2TV&ラジオ面にハーフサイズ掲載。嶺南版は在阪局のMBS・ABCを最終面にフルサイズ掲載し、その他在阪局は第2TV&ラジオ面にハーフサイズ掲載）。但し、福井新聞は現在では嶺北と嶺南を統合し全県版として、MRO・HAB・MBS・ABCを最終面にフルサイズ掲載している。
- 徳島県の新聞は（地元紙の徳島新聞、全国紙・ブロック紙の徳島版共に）在阪局も（在徳局同様）フルサイズで掲載している。
- 山口県の新聞は在福局のTNCとTVQを最終面にフルサイズ掲載し、RKB・KBC・FBSは第2TV&ラジオ面にハーフサイズ掲載（同じ第2TV面には鳥取・島根の局と在広局もハーフサイズで掲載）。
- 佐賀県の新聞は（地元紙の佐賀新聞、全国紙（読売新聞・産経新聞・日本経済新聞は除く）・ブロック紙の西日本新聞佐賀版共に）在福局も（地元佐賀の局と同様）全局フルサイズで掲載している（ラジオ&第2TV面には在熊局と在長崎局もハーフサイズで掲載）。読売新聞は地元局STSの右にFBS・RKB・KBCをフルサイズ、その右にTNC・TVQをハーフサイズで掲載している（西日本新聞はSTSの右にTVQ・RKB・KBC・FBSをフルサイズ、TNCはハーフサイズで掲載している。朝日新聞はSTSの右にKBC・RKB・FBS・TVQをフルサイズ、TNCは第2テレビ&ラジオ面で唯一フルサイズ掲載している。毎日新聞はSTSの右にRKB・KBC・FBS・TVQをフルサイズ、TNCはハーフサイズで掲載している）。
- 朝日新聞西部本社の大分県北部地域版では地元大分県各局（大分放送・テレビ大分・大分朝日放送）はハーフサイズで、よく視聴される在福局（RKB毎日放送・九州朝日放送・テレビ西日本）の番組表をメインに扱っている。その他新聞の大分版や地元紙の大分合同新聞は在福局の他に在熊局・在口局・在松山局・在広局も第2TV&ラジオ面にハーフサイズ及び極小サイズで掲載している。

ラジオの例
- （青森県全域を取材・購読対象地域としている）東奥日報は（在札ラジオ函館中継局を昼夜通して良好に受信可能であるため）北海道のラジオを聴く人も多い土地柄から、在札局も第2テレビ・ラジオ面に地元局と同一サイズで掲載している（但しAM局は東奥日報と繋がりの深い青森放送が日本テレビ系列である事から、テレビ系列が青森放送と同系列局である札幌テレビの子会社のSTVラジオを最左端に、その右隣にテレビ系列がTBS系列のHBCラジオ（北海道放送）[注釈 15]を掲載）。さらに三八上北地方では在盛局も直接受信可能なため、在盛局も地元局と同一サイズで掲載している。なおデーリー東北は取材・購読対象地域が青森県三八上北地方と岩手県北部であるため、近県ラジオは在盛局のみを地元局と同一サイズで掲載している。
- 東北6県を取材・購読対象地域としている河北新報のラジオ欄は、資本関係のため宮城県以外の版でも常にTBCラジオとDate fmが他県局より一回り大きいサイズで掲載されており、ラジオ番組解説は宮城県以外の版でもTBCラジオの番組中心となっている。さらに番宣・イベント広告は宮城県以外の版でも常にTBCラジオで放送される番組やTBCラジオ主催のイベントが掲載されている。

##### 日本国外の衛星版
読売新聞国際版、朝日新聞国際衛星版、日本経済新聞国際版、日刊スポーツ国際衛星版にも番組表が掲載されているが、いずれも東京本社で発行される東京都心向け最終版を衛星通信や海底ケーブルで電送してデータを配信するため、番組表は東京都内を基準としたものがそのまま掲載されている。

##### スポーツ新聞における番組表
ほとんどのスポーツ新聞では現在ダブル1面になっており、最終面に番組表を掲載できないので、中面に掲載される。その他、スポーツ新聞では一部を除き宅配版ではテレビ番組表と解説記事を掲載しているのに対し、駅売店やコンビニエンスストアなど売店用に販売される新聞（即売版）では風俗記事に差し替えている関係でテレビ番組表のみを小スペースで掲載している（新聞社にもよるが夜間の番組のみを掲載している場合と全日の番組表を小サイズで掲載する場合とに分けられる）。

###### テレビ欄
各都道府県単位で収録する局が異なる一般紙とは違い、スポーツ紙はその地域単位で番組表を掲載するため収録局が多く、放送局によってはハーフサイズまたは小サイズの掲載が多い。特異な例として、日刊スポーツの場合、大阪本社管轄の石川・福井県版（富山県は名古屋本社管轄のため除く）では関西の番組表とまとめて掲載している。
- フルサイズ→NHK総合・MBSテレビ・ABCテレビ・カンテレ・読売テレビ・テレビ金沢・HAB・MROテレビ・石川テレビ
- ハーフサイズ→福井放送・福井テレビ・テレビ大阪・サンテレビジョン・KBS京都・NHK Eテレ
- 4分の1サイズ→奈良テレビ・テレビ和歌山・びわ湖放送

中日スポーツの福井県と滋賀県・京都府の一部で販売されている版の番組表は、次のように掲載されている。
- フルサイズ→NHK総合・NHK Eテレ・福井テレビ・福井放送・MBSテレビ・カンテレ
- ハーフサイズ→ABCテレビ・読売テレビ・KBS京都・びわ湖放送

この他、西日本スポーツの早版（福岡県以外の九州6県で販売。福岡市内でも一部コンビニで販売）ではNHK総合と出資上の関係からテレビ西日本のみフルサイズで、NHK Eテレとテレビ西日本以外の在福局を含めた九州各県の民放テレビ局はハーフサイズで掲載している。
スポーツニッポンの西部総局版の早版はNHK総合・Eテレだけをフルサイズで掲載し、在福局を含む九州・山口の民放テレビ局はハーフサイズでの掲載になっている。但し遅版（福岡県のみ）では在福民放局もフルサイズで掲載されている。
また、BSデジタル放送に関しても、一部はスターチャンネル1,2,3やWOWOW（プライム、ライブ、シネマ）の差し替えを除いた各局の番組表（NHK BS1、NHK BSプレミアムと民放系各局）を掲載することが一般的であるが、民放系列のものではサンケイスポーツの大阪版ではBSフジ、スポーツニッポンの大阪版ではBS-TBSと、それぞれ新聞親会社系列のBS放送のみしか収録していない場合もある。また、一部のスポーツ紙ではスポーツ専門のCSテレビ局（スカイ・A、GAORAなど）の番組を収録する場合もある。また、放送大学については、常時マルチを行う2018年10月1日以降、片方のチャンネルしか掲載しない新聞がある。
また先述の通り、Gコードは日刊スポーツ（関東のみ）、サンケイスポーツ（東京・大阪）、中日スポーツ、東京中日スポーツ、道新スポーツのみに収録されていたが、それらは2011年7月のアナログ放送終了と同時にGコードの掲載も終了。ほかのスポーツ紙は親会社の一般紙がそれを掲載している間も多くは未収録で終わった。

###### ラジオ欄
ラジオの番組表に関しても、首都圏、近畿、中京地区の版ではほとんど掲載されているが、近年民放ラジオについては主に東名阪の主力中波ラジオと対象地域のFM放送に絞って掲載している傾向である。
- 日刊スポーツの大阪版の例（2007年4月から2011年3月は最終面掲載）
  - 中波局は大阪府にあるABCラジオとMBSラジオの2局だけ（以前はNHK第1、ラジオ大阪、KBS京都、和歌山放送、ラジオ関西も収録していた）。
  - FMについてもFM大阪のみの掲載となった（以前はNHK大阪FM、FM802、Kiss-FM KOBE、α-STATION、e-radioも収録されていた）。
  - 紙面のほとんどが大阪で制作されている日刊スポーツの名古屋版は、かつてはNHK第1とNHK-FM、CBCラジオ、東海ラジオ、ぎふチャン、SBSラジオ、FM AICHI、ZIP-FMが掲載されていたが、現在はCBCラジオ、東海ラジオ、ぎふチャンの3局のみの掲載となっている。
- スポーツニッポンの大阪版も2006年1月までは日刊スポーツと同様な形で掲載されていたが、翌2月以後はさらにラジオ番組表を大幅に縮小し、NHKのラジオ第1、FMとMBSラジオだけしか掲載されておらず、民放FMは掲載されなくなったが、後にNHK-FMが掲載されていた位置にABCラジオが再掲載されるようになり、FMはすべて掲載されなくなったが、2013年10月の紙面刷新でFM802のみ掲載を再開した。
  - またスポーツニッポンの東海版では、かつてはNHK第1、NHK-FM、CBCラジオ、東海ラジオ、ぎふチャン、FM AICHI、ZIP-FM、FM三重を掲載していたが、2007年11月現在はNHK第1とNHK-FMのみの掲載になっている。

また、他の地域では先述したように地域単位で番組表を掲載しており、収録されているテレビ局が多いことを配慮して中波局を省略しFM放送局だけ掲載するもの、或いはラジオ面そのものがないものもある。
- スポーツニッポン徳島版の場合だとラジオ番組はNHKFM、FM岡山、FM香川、FM徳島、FM愛媛を取り上げ、中波局は掲載されていない。
- 日刊スポーツとサンケイスポーツの中・四国版ではラジオ番組欄そのものが省略されている。
- スポーツ報知の九州版ではNHKのラジオ第1、KBCラジオ、RKBラジオの中波3局のみ掲載。

##### 夕刊専売紙における番組表
夕刊専売の一部新聞でもラジオ欄そのものが省略されている（日刊ゲンダイなど）。
- 東京スポーツとその系列紙では、東京スポーツではテレビは在京テレビ局のみ、大阪スポーツではテレビは在阪テレビ局のみそれぞれ掲載している。朝刊で発行している九州スポーツではNHK総合はNHK福岡を、民放は島根県・沖縄県以外の各局の番組表を掲載している。中京スポーツはテレビ欄自体が存在しない。
- 夕刊フジの関西版では、テレビはNHK総合、在阪民放5局、ラジオ大阪のみを掲載している（土曜発行の週末版はこれにテレビはサンテレビ、KBS京都、ラジオはNHK第1と在阪中波の他2局、FM802も収録。以前は平日版にも載せていた）。
- 夕刊紙ではないが、SANKEI EXPRESS（産経の朝刊タブロイド。2016年休刊）のテレビ面も地上波テレビ、NHK衛星放送・ラジオ以外は産経系列のものしか載せていない。
  - 東京版：衛星テレビはBSフジとフジテレビONE・TWO・NEXT。ラジオはNHKラジオ第1、ニッポン放送、文化放送、TBSラジオ、J-WAVEのみ掲載。
  - 大阪版：ラジオはNHKラジオ第1とラジオ大阪、FM802、FM大阪のみ掲載。

##### 日本語以外の言語による日本の放送番組の番組表
日本国内で販売されている英字新聞では、番組表は中面にある（最終面は通例、スポーツ記事となる）。二ヶ国語番組には「（B）」、ステレオ番組には「（S）」、ノンスクランブル番組には「（NS）」の記号を使う（この種の記号を四角や○で囲んだり白抜きにしたりする日本の習慣と異なり、括弧書きである）。映画で日本語字幕付きのものはその旨が書かれる。日本語以外の原語で放送されるもの（つまり二ヶ国語や日本語字幕付き）は太字を用いる場合が多い。Nや天のようなものでも記号化されずにNewsやWeatherと書かれる。
番組種別と番組タイトルだけ（多くはその一方だけ）が書かれ、出演者名は（番組名に織り込まれているもの以外は）表内には掲載しない。日本語による番組表で、出演者・映画の監督名・ドラマのサブタイトル・ワイドショーなどではコーナー名の類が字数の限り書かれるのと対照的である。番組種別を例示すると、Info Variety、Music、Cartoon、U.S.Movie、Korean TV Series、Samurai Dramaなど、また日本製の現代ドラマは単にDramaとされる。Gコードの記載はない。
英字新聞3紙の掲載局数を次に示す。分類は、各紙の紙面上の構成に従った。
- ジャパンタイムズの掲載局（東京地区の例、2006年2月当時）
  - 地上波テレビ：9局
  - ケーブル・衛星：13局
  - ラジオ：8局（NHK-FM、AFN、InterFM、他関東地方のFM5局）
- ジャパン・ニューズの掲載局（東京地区の例、2006年2月当時）
  - 地上波テレビ：9局
  - BSテレビ：3局
  - CS・ケーブル：7局
  - ラジオ：9局（NHK-FM、AFN、Love FM、InterFM、他関東地方のFM5局）

24都市のネット局別地上波チャンネル一覧表を掲載（福島以北・甲信越・北陸・九州の各道県庁所在地と静岡、山口、北九州、沖縄）。
- ヘラルド朝日の掲載局（東京地区の例、2006年2月当時）
  - VHFテレビ：14局（NHK2、関東5、関西4、名古屋3）
  - UHFテレビ：5局（関東2、関西3）
  - 衛星テレビ：3局
  - ケーブルテレビ：2局
  - ラジオ：4局（AFN、InterFM、FM COCOLO、RADIO-i）
    - 16都市のネット局別地上波チャンネル一覧表を掲載（札幌、仙台、新潟、長野、静岡、金沢、広島、北九州、沖縄と九州各県庁所在地）。
    - 以上は1日分ずつ掲載される番組表について述べた。他に衛星テレビ6局の週間番組表を毎週掲載している。

インターナショナルプレス・スペイン語版（週刊紙）では、スカパー!332ch「TVEスペインチャンネル」の週間番組表を掲載していたが、2008年3月で終了した。
カイビガン（タガログ語・日本語併用、月刊紙）では、スカパー!787ch ウィンズ・フィリピノ・チャンネルの週間番組表を掲載している（番組表はタガログ語のみで記載）。

### 番組表情報配信会社
番組表データの新聞への配信は、東京ニュース通信社と日刊スポーツPRESSが市場を2分している。
東京ニュース通信社が新聞向けに番組表情報の配信を開始したのは1973年（昭和48年）11月1日からのことで、対象は朝日新聞、毎日新聞、読売新聞、東京新聞、日本経済新聞の一般紙5紙に限られた。
1980年代ごろまでは、産経新聞大阪本社や読売新聞大阪本社などのように、独自の編集をした番組表を掲載した例があった。
番組表情報配信会社別の表記法の差異については番組表の表記法の項目において後述する。

### 番組表の表記法

#### 放送局名

##### NHK
新聞ではNHK総合テレビジョンは「NHKテレビ」の表記が多い（ただし、一部の新聞は「NHK総合」、または単に「NHK」とのみ表示）。一方、NHK教育テレビジョンは「NHK Eテレ」と新聞・テレビ雑誌・EPGも含めてほぼ統一されている。

##### 関東
関東圏では関東広域圏局の名称をほとんどの新聞で以下のように掲載している。
```
「
日本テレビ
」・「
テレビ朝日
」・「
TBSテレビ
」・「
テレ東
」・「
フジテレビ
」
```

##### 関西
関西圏では正式名称をそのまま掲載する新聞はなく、近畿広域圏局の名称表記は新聞社により異なっている（主に使用される通称名は「MBSテレビ」・「ABCテレビ」・「カンテレ」・「読売テレビ」）。

##### 中京
中京圏でも正式名称をそのまま掲載する新聞はなく、中京広域圏局の名称表記は新聞社により異なっている（主に使用される通称名は「CBCテレビ」・「東海テレビ」・「メ〜テレ」・「中京テレビ」）。

##### その他の地域
北海道新聞と全国紙の北海道版は全局略称のみ掲載（「HBC」・「STV」・「HTB」・「UHB」・「TVh」）。
岩手日報はIBC岩手放送が略称のみの掲載で、その他在盛民放局とNHKは通称名を掲載（「IBC」・「テレビ岩手」・「岩手めんこい」・「岩手朝日」・「NHK総合」・「NHK Eテレ」）。なお岩手県内で購読されている岩手日報以外の新聞（他の岩手地方紙及び全国&ブロック紙）はIBCが「IBCテレビ&IBCラジオ」と表記されている以外は正式局名をそのまま掲載している（ただし東奥日報とスポーツ報知北東北版のみIBCのテレビは「岩手放送」と表記）。
秋田魁新報と福島民報はテレビ欄こそ正式局名をそのまま表記しているが、番組解説欄は略称表記となっている（ABS・AKT・AAB・AFM、FTV・FCT・KFB・TUF。秋田魁新報のラジオ欄は「ABS」・「AFM」と略称のみで表記。福島民報のラジオ欄は正式局名をそのまま表記し、RFCは局ロゴをそのまま表記）。
河北新報のテレビ面はJNN系列局のうちラテ兼営2局は「TBCテレビ」及び「IBCテレビ」と表記し、JNN系TV単営局（ATV・TUY・TUF）とその他系列局は正式局名をそのまま表記している。但しテレビ番組解説欄における局名表記は下記の通称名及び略称を用いている。
JNN系列
TBC・青森テ・IBC・ユー福島・ユー山形
NNN系列
ミヤギ・青森・秋田・山形・テレ岩手・福島中央
FNN系列
仙台・秋田テ・福島テ・めんこい・さくらんぼ
ANN系列
東日本・山形テ・福島・岩手朝・秋田朝・青森朝
なおラジオ欄はTBCとIBCが通称名表記（「TBCラジオ」及び「IBCラジオ」）となっている以外は正式局名をそのまま表記している。
福岡県の新聞は以下のとおり。
```
「
RKB毎日
」・「
KBC九州朝日
」・「
TNCテレビ西日本
」・「
FBS福岡
」・「
テレQ
」
```

愛媛新聞など一部の新聞では、各県で最初に開局した放送局を中心に、正式局名が「○○放送」の局を「○○テレビ」と表記している。

#### 記号
データ放送による番組表の場合はARIB外字を使用してニュースの場合はN、天気予報は天、字幕放送は字と四角囲み文字で表記する。インターネット上の番組表の場合、画像が使用されている場合が多いが、画像を使わない場合、角かっこを使ってニュースは[N]、天気予報は[天]、字幕放送は[字]または[文]などとなっている。
その他の記号で新聞各社で使われるものを掲げる。新聞社および時代によって、四角で囲んだり、○で囲んだり、白黒反転させたりの差異がある。情報誌ではさらに細分化した記号を用いている場合が多い。
| 記号 | Unicode文字 | 意味 | 備考 |
| ---- | ----------- | --- | --- |
| 新   | 🈟          | 新番組 | ドラマなどの第1回であっても、その局にとって初放送ではない場合は新の記号は付けない。ただし、デジタル放送のEPGでは放送局によっては2回目以降の放送の場合でも新の記号が付く場合もある |
| 終   | 🈡          | 最終回 | 日本経済新聞では1990年代末頃まで完と表記していた |
| 再   | 🈞          | 再放送 | 過去にその地域で放送されたことがあっても、別の放送局での初放送では新の記号となることがある。NHK以外の衛星放送では表記しないことが多い。NHKの場合でも、「○○（番組名）・選」（アンコール放送の場合）と表記するか、もしくは再放送の旨を記載しないこともある。                                          |
| 交   | 🈘          | 交通情報 | ラジオの場合 |
| 映   | 🈙          | 映画 | 原則として紙面の場合、3行以下で使用される |
| 手   | 🈐          | 手話 | 一部の局では表記しない場合がある |
| 声   | 🈤          | 声の出演 | 映画やアニメ番組などで使用 |
| 多   | 🈕          | 音声多重放送のうち、二ヶ国語放送・各種ステレオ放送以外を行っているもの （会場の自然音のみ、オーディオコメンタリー、解説など） | 読売新聞では副音声の副と表記。解説放送と区分けする場合がある（その項参照）。 |
| 字   | 🈑          | 字幕放送 | 一部の新聞では文字多重放送の文と表記。BS10の映画番組及び一部CS局では、文字多重放送ではなく画面に字幕スーパーを表示する番組でもこのマークを使用する場合がある。 |
| CC   |             | クローズドキャプション | ケーブルテレビのJ:COMマガジン番組表では、英語に限らず日本語などの切り替え式の字幕（字幕放送）を指す。 |
| OP   |             | オープンキャプション | J:COMマガジン番組表では、日本語以外のオリジナル言語の字幕スーパーなどを指す。 |
| 二   | 🈔          | 二ヶ国語放送 | 一部の新聞ではアラビア数字の2と表記 |
| S    | 🅂           | ステレオ放送 | 福島民報と沖縄タイムスと伊勢新聞では立、北國新聞ではスと表記 |
| B    | 🄱           | Bモードステレオ | 衛星放送の方式の項を参照のこと。日刊編集センター配信の番組表ではSと表記 |
| SS   | 🅍           | サラウンドステレオ | 5.1チャンネルサラウンドでも同表記（一部の放送局のホームページの番組表はのぞく（5.1など）） |
| 無   | 🈚          | ノンスクランブル放送（無料放送）                                                                                              | 新聞のテレビ欄の場合、「☆」（番組表の最初の行に「☆印は無料放送」の旨を表記）を使うことが多いが、日刊編集センター配信の番組表には最初の行に「【後0.00〜0.30は無料放送】」のような注釈が付く |
| C    |             | クリアビジョン | 現在は使われていない。日刊編集センター配信の番組表では「クリアビジョン」と括弧書きの注釈となる |
| S1   |             | マルチチャンネル放送の標準画質放送第1チャンネル                                                                               | マルチチャンネル実施時もHD送出が可能となった局などについては記号を使用せず「（メインチャンネルの番組名）（182chは（サブチャンネルの番組名））」「（延長時073ch）」とチャンネル番号で表記されることがある。                                                                                          |
| S2   |             | 標準画質放送第2チャンネル | マルチチャンネル実施時もHD送出が可能となった局などについては記号を使用せず「（メインチャンネルの番組名）（182chは（サブチャンネルの番組名））」「（延長時073ch）」とチャンネル番号で表記されることがある。                                                                                          |
| S3   |             | 標準画質放送第3チャンネル | マルチチャンネル実施時もHD送出が可能となった局などについては記号を使用せず「（メインチャンネルの番組名）（182chは（サブチャンネルの番組名））」「（延長時073ch）」とチャンネル番号で表記されることがある。                                                                                          |
| MV   | 🅋           | マルチビュー放送 | |
| 双   | 🈒          | 双方向番組 | |
| デ   | 🈓          | 番組連動型データ放送 | サンテレビでは表記されない |
| D    |             | デジタル放送独自編成の番組 | デジタルとアナログとを同じ表枠で示している場合に使用。デジタル放送移行期特有の記号で、移行が完了した現在は使われない |
| N    | 🄽           | ニュース | |
| W    | 🅆           | ワイド画面 | |
| P    | 🄿           | プログレッシブ走査 | |
| HV   | 🅊           | 高精細度テレビジョン放送 | Hも使われている。 |
| SD   | 🅌           | 標準画質放送 | |
| 4K   |             | 4K制作番組 | 4K放送の独自編成番組は「【4K】」と表記される。 |
| 天   | 🈗          | 天気予報 | |
| 解   | 🈖          | 解説放送 | EPGやNHKウイークリーステラ（テレビ情報誌）、また2012年2月以後の一部の新聞では解説放送がある番組は通常の多重音声放送とはさらに区分けして解と表記しているが、新聞では解説放送である場合は通常の多重音声放送と同じ多・副で示す。週間番組表においては、スポーツ中継の解説者にこの記号を用いる場合がある |
| 料   | 🈛          | 有料 | |
| 前   | 🈜          | 前編 | |
| 後   | 🈝          | 後編 | |
| 初   | 🈠          | 初回 | |
| 生   | 🈢          | 生放送 | |
| 販   | 🈣          | 通信販売 | |
| 吹   | 🈥          | 吹き替え | |
| PPV  | 🅎           | ペイ・パー・ビュー | |
| 演   | 🈦          | 演奏者 | |
| 移   |             | 移動 | |
| 他   |             | ほか | |
| 収   |             | 収録 | |

※過去にはカラー放送開始以降、1970年代前半頃まではカラー、1970年代前半頃から白黒放送の消滅する1977年10月までは白黒あるいはモノクロという表記もあった。

#### 本文
番組表の見出しは、通常のカギカッコや句読点、○で囲んだ数字で区切る。基本的に行内の番組と番組の区切りは◇（ひし形）、コーナーの区切りは・（中黒）や▽（下向き三角）（新聞社によっては▷（右向き三角））で区切る（長時間番組など、編成の都合によっては番組内番組の区切りにも用いられることがある。定期番組の例では『あしたのニュース』と『すぽると!』、『ひるおび!』と『JNNニュース』など。地方局が地方ニュースで飛び乗り・飛び降り放送する場合なども含まれる）。
なお、番組表の番組タイトルに使えないものは空白、「＊」や「☆」（星）などで、いずれも「・」（中黒）と表記してある。以前は「〜」（波線）を「‐」（ハイフン）で代用していたが、最近では使用が解禁されている。
番組タイトルに冠スポンサー名が入るものはスポンサリングしている枠を超えての企業名の宣伝になってしまうことを避けるため、スポンサー名が省略される（例：「花王名人劇場」→「名人劇場」、「日立 世界・ふしぎ発見!」→「世界ふしぎ発見」）。ただし、スポーツ中継でイベント名に冠スポンサーが付く場合はそのまま表記し、併せてスポーツ競技名も表記する（例：「三井住友VISA太平洋マスターズ」→「三井住友VISA太平洋マスターズゴルフ」）。
番組表で数字を使用する場合は、偶数桁の場合は半角を使用し、奇数桁の場合は1桁目を全角、2桁目以降を半角にして表記する（一部の新聞を除く。例えばすべて半角の場合。「ヤング７20」「１00万円クイズハンター」など）。厳密には、半角数字は2桁を1セットとした全角文字である。これは、時刻表記との混同を防ぐためと言われているが、実際は半角文字を新聞社に配信できないための措置である。1990年代前半までは3桁の数字を1文字分で記載したり、半角カナ文字の使用などの事例があった。囲み文字については以前はそのまま数字で記載するか、（ ）の中に表記するなどしていたが、最近は解禁されつつある（例：「ガチカメ⑦」・「⑥オン」）。
アルファベットは基本的に使わずカタカナで表記する（アクロニムも同様）が、アルファベットをそのまま読む場合はアルファベットで表記される。例えば"JAF"を「ジャフ」と読む場合はカタカナで、「ジェイエーエフ」と読む場合はアルファベットで表記される。
また番組名や出演者の人名表記については新聞社・出版社によって取り扱いがまちまちである。新聞の場合は基本的に日本新聞協会新聞用語懇談会が常用漢字をベースに定めた新聞常用漢字表（あるいはそれを自社で調整したもの）に準拠することが多い。漢字・外国人名の表記に差がある理由はそのためである（字体を参照のこと）。例としては「沢」と「澤」、「万」と「萬」、「国」と「國」、「来」と「來」、「ビ」と「ヴィ」などがあるが、原則として旧字体や異体字は使わず、これらの例では前者を使用する。ただし本人からの特別な申し入れがあった場合には旧字・異体字を使用することがある。例えば、長嶋茂雄は原則に従うと「長島茂雄」となるが、本人の強い意向で「長嶋茂雄」と表記されている（「嶋」の字は礼宮文仁親王と川嶋紀子との結婚報道や女優・松嶋菜々子の人気上昇あたりから使用例が多い）。なお、固有名詞以外に常用漢字・新聞常用漢字の表外字が使われる場合は、平仮名で表記される（例：「彗星」→「すい星」）か、もしくは（ ）で振り仮名を振ることが多い。
「!」「!!」「!?」の記号は、番組タイトルやドラマのサブタイトル以外には原則として使用されない（多くは「!」の場合は普通に掲載するが、「!!」、「!?」と疑問符混合の表示は斜めになる場合がある）。1990年頃は番組の説明中にも多用され、見苦しい時があった。朝日新聞や日刊スポーツなど一部の新聞はその後も番組の説明中（特にワイドショーの見出しなど）に引き続き多用されていたが、2010年に入って、ほとんどの新聞で多用されるようになった。「?」の記号は番組説明中にも使用される。詳細は番組表の表記法の項目を参照。
スポーツ中継では、以前では禁止されていた番組表内での見どころや内容解説（いわゆる“煽り文句”）が2003年頃から解禁されるようになった。従来はスポーツ中継の見どころを解説記事として配信し、番組表内では掲載しないスタンスを取っていたが、民放各局からの要請で煽り文句の使用が解禁された。これに呼応するように、民放各局のスポーツ中継では画面の隅に見どころをテロップで常時表示するようになった。また、映画でも同様の煽り文句が時を同じくして解禁された。
フルサイズで掲載する番組表には時刻軸があり、表内の時間数字は分単位で掲載する。新聞の場合、1980年代前半まで一部では00分 - 09分に放送が開始されるものであれば、下1桁のみ（例「0 7時のニュース」〈19:00の意味〉「3 金曜ロードショー」〈21:03の意味〉というように）書かれていたが、現在はほぼ全部の新聞で下2桁（例：「00 プロ野球〜マツダ 広島×巨人」〈19:00の意味〉「05 スタパ」〈13:05の意味〉）で表示されるようになった。
（一例、内容説明文は省略、2011年10月期のもの）
| NHK総合                                                                         | NHK Eテレ                                                                          | 日本テレビ                                                    | テレビ朝日                                                               | 時間 | TBSテレビ                                                       | テレビ東京                                           | フジテレビ                                        |
| ------------------------------------------------------------------------------- | ---------------------------------------------------------------------------------- | ------------------------------------------------------------- | ------------------------------------------------------------------------ | ---- | --------------------------------------------------------------- | ---------------------------------------------------- | ------------------------------------------------- |
| 00 （字）（二）ニュース7 30 （字）ダーウィンが来た!                             | 00 みんなの手話 25 ワンポイント手話 30 ろうを生きる 45 子供手話◇55 （手）手話（N） | 00 （字）（デ）ザ!鉄腕!DASH!! 58 （字）世界の果てまでイッテQ! | 18.56 （字）シルシルミシルさんデー 58 （字）大改造!!劇的ビフォーアフター | 7    | 00 （字）さんまのスーパーからくりTV 57 （字）クイズタレント名鑑 | 00 （字）モヤモヤさまぁ〜ず2 54 日曜ビッグバラエティ | 00 （字）ほこ×たて 58 （字）爆笑!大日本アカン警察 |
| 00 （字）（多）江「恋しくて」 上野樹里 宮沢りえ 水川あさみ AKIRA 45 （N）（天） | 00 （字）日曜美術館                                                                | 54 音のソノリティ                                             | 54 （N）                                                                 | 8    | 54 （N）                                                        | 00 （字）モヤモヤさまぁ〜ず2 54 日曜ビッグバラエティ | 54 （N）レインボー発                              |

##### 番組表の略式表記
番組表は、各時間に区切られた通常サイズのもの、ハーフサイズの番組表（番組名と時刻を一部省略・簡略化し、大きさを1/2にしたもの）、新聞によってはクオーターサイズの番組表（番組名と時刻をさらに省略・簡略化し、大きさを1/4にしたもの）がある。なお、深夜と早朝は番組タイトルがGコードを表記する関係や番組数の関係上で4文字程度に略されている場合が多い（NHK総合・同BS『映像散歩』→「歩」、NHK総合『爆笑問題のニッポンの教養』→「爆問学問」、日本テレビ『Oha!4 NEWS LIVE』→「おはよん」、テレビ東京『スクールランブル』→「スクラン」、独立局『ストライクウィッチーズ』→「ストライク」など）。アニメについては、2000年代頃までタイトルまで表示できないと「漫画」と略されることがあった（ハーフサイズ以下の掲載局でしばしば発生する）。テレビショッピングは「買物」と略されるが、同番組を「インフォメーション」と表現するCS局の一部では「情報」と表されることもある。
また、TBSテレビ『みのもんたの朝ズバッ!』では「みのもんた朝ズバ!」に、テレビ朝日『シルシルミシルさんデー』は「シルシルミシル日曜!!」に略している。
また、ラジオではかつてJFNC『good morning! That's wakeman show』を「グッドモーニング」〔改行〕「ウェイクマンショー」と略していた。
番組紹介欄ではテレビ局・ラジオ局を省略している。
- 例：朝日 → テレビ朝日（関東）・朝日放送（近畿・徳島）、東京 → テレビ東京、ぎふ → ぎふチャン、四国 → 四国放送、チバ（旧・ちば） → チバテレ（旧・ちばテレビ）、毎日 → 毎日放送、MX → TOKYO MX（旧・東京MXテレビ）、TFM → TOKYO FM、東海 → 東海テレビ・東海ラジオ、中京 → 中京テレビ、愛知 → テレビ愛知

読売新聞と産経新聞の大阪本社版（九州・山口特別版を含む）の番組紹介欄では準キー局の表記となっている。
- 例：MBS系 → TBS系、ABC系 → テレビ朝日系、カンテレ（関西テレビ）系 → フジテレビ系、読売系 → 日本テレビ系、大阪系 → テレビ東京系

中日スポーツの番組解説欄では、その地域の系列局の表記を中京広域圏→関東広域圏→静岡県→長野県→近畿広域圏→石川県→富山県→福井県の順に掲載している。
- 例：CBC、TBS、SBS、信越、MBS、MRO、チューリップ

##### 備考
- 新聞のテレビ番組欄の番組内容紹介文について、各行の行頭の1文字を縦につなげて読むと別の意味のある文章になる「縦読み」が組み込まれることがある[17]。この縦読みは2010年に北海道放送が北海道日本ハムファイターズのテレビ中継の紹介文で始めたとされる[17]。
- 番組表配信会社の表記において以下のような差異がある。
- 一般紙のテレビ欄において
  - 午後0 - 6（12 - 18）時台の幅。
  - 午後11（23）時台は東京ニュース通信社のものが日刊スポーツPRESS（旧日刊編集センター）のものより1行多い。
  - Gコード採用以前は午前6時台（以前）が2行、午前7 - 午後5（17）時台までが3行、午後6（18）時台のみが4行、午後7（19） - 10（22）時台が6行、午後11（23）時台（以後）は7行が主流であった。
  - Gコード導入以後は以下のようになった。
    - 東京ニュース通信社のものは、1時間あたりの使用行数が4行（読売新聞・毎日新聞・産経新聞などでは「文字の拡大」を理由に午後0 - 4（12 - 16）時台が3行、午前6時台が早朝となっているものもある）。
    - 日刊スポーツPRESSのものは午前6・午後0 - 4（12 - 16）時台が3行、午後5（17）時台が4行、午後6（18）時台が5行。

しかし、デジタルテレビ放送への完全移行により、Gコード導入前の傾向に戻りつつある。

|                                 | 東京ニュース通信社 | 日刊スポーツPRESS （旧日刊編集センター）                                                     |
| ------------------------------- | --- | -------------------------------------------------------------------------------------------- |
| 本文中の「!」「!!」「!?」の使用 | 解禁前は、「・」「…」で代用、「!?」は「?」で代用していた。ただし、番組名・ドラマのサブタイトルは解禁前でも可だった。                             | 可                                                                                           |
| 有料放送チャンネルの無料放送    | タイトルの先頭に☆で表記 その場合「☆印は無料放送」の旨表記。 また無料放送がない日は表示を省略するか「終日スクランブル放送」の表示をする場合あり。 | 番組表の1行目で【（時間）無料放送】と表記 無料放送のない日は【終日スクランブル放送】と表記。 |
| 記号の順番                      | 1.字 2.音声記号 3.データ記号の順 | 1.音声記号 2.文 3.データ記号の順。                                                           |
| FAXの受付電話番号               | 【FAX受付番号】 | 【受付FAX番号】                                                                              |
| 番組と直接関係ない文章の記載    | 可 | 不可                                                                                         |

## 欧米における番組表
ニューヨークタイムズでは1939年5月18日付の紙面に初めてテレビ・ラジオ番組表を掲載した。ストリーミングの普及後に全国版へのテレビ・ラジオ番組表の掲載はなくなったが、ニューヨーク版ではテレビ欄とコラム欄“What’s on TV”は掲載されていた。しかし、オンデマンドサービスの台頭によりニューヨーク版のテレビ欄の掲載も2020年8月で終了した。

## 番組表関連の書籍
過去の番組表資料
- 新聞縮刷版
- 週刊TVガイド編集部 編『昭和30年代のTVガイド』ごま書房新社〈ゴマポケット〉、1983年12月5日。ISBN 4341030353。
- テレビ番組研究会『ラテ番図鑑 DEDICATED TO ALL TV LOVERS』書苑新社、1987年10月25日。ISBN 4915125483。
- テレビ欄研究会『ザ・テレビ欄』ティー・オーエンタテインメント TOブックス
  - 『ザ・テレビ欄 1975-1990』2009年3月31日。ISBN 9784904376072
  - 『ザ・テレビ欄II 1991-2005』2009年6月30日。ISBN 9784904376089
  - 『ザ・テレビ欄0 1954-1974』2009年8月31日。ISBN 9784904376102
  - 『ザ・テレビ欄 大阪版 1964-1973』2009年11月30日。ISBN 9784904376157
  - 『愛蔵版 昭和のテレビ欄1954-1988』2012年12月31日。ISBN 9784864720991
  - 『ザ・テレビ欄 80年代のアイドル・歌謡曲編』2013年8月31日。ISBN 9784864721868
- 高木圭介『ラテ欄で見る昭和』マイウェイ出版〈マイウェイムック〉、2019年3月1日。ISBN 9784866900797。
- TVガイドアーカイブチーム 編『プレイバックTVガイド その時、テレビは動いた』東京ニュース通信社、2021年9月27日。ISBN 9784065248720。

書籍として出版されるタイムテーブル
- ラジオ番組表（三才ブックス、1981年 - ）

原則として毎年春・秋の年2回刊。刊行時点でのNHK及び民放ラジオ局の番組表を収録。
放送局のみにある番組表
- 全国番組対照表。別名「コンパラ（グラフ）」（comparagraph）ともいい、全テレビ局の基本的な番組表案を、対照できるように並べて記載したもの。あくまで番組表を文字のみで落とし込んであり、各局の編成や製作が番組名を考えるときなどに使用する。一般発売はされておらず、各放送局にのみ配布される[20][21]。